# Ремаген
Ремаген (нім. Remagen) — місто в Німеччині, розташоване в землі Рейнланд-Пфальц. Входить до складу району Арвайлер.
Площа — 33,16 км2. Населення становить 17 156 ос. (станом на 31 грудня 2020).